# Eunica tenebrosa
Eunica tenebrosa är en fjärilsart som beskrevs av Osbert Salvin 1869. Eunica tenebrosa ingår i släktet Eunica och familjen praktfjärilar. Inga underarter finns listade i Catalogue of Life.